# Politecnico di Milano
Il Politecnico di Milano (acronimo Polimi) è un istituto universitario italiano di carattere scientifico e tecnologico, fondato a Milano nel 1863 e quindi è la più antica università di Milano. I campi di studio e ricerca comprendono le tre aree di ingegneria, architettura e design.
Secondo il QS World University Rankings 2023, per l'area didattica 'Engineering & Technology', si è dimostrata essere la diciottesima università al mondo. Si classifica 7ª per Ingegneria Meccanica, Aeronautica e della Manifattura, 8ª per Design, 12ª per Ingegneria Civile e Strutturale, 18ª per Ingegneria Elettrica ed Elettronica e 10ª per Architettura, risultando così la prima università d'Italia nell’ambito delle facoltà citate in precedenza. Nel 2025 ha raggiunto per la prima volta il 98º posto nella classifica generale QS World University Rankings, confermandosi l’ateneo italiano meglio posizionato a livello globale. Annovera tra i suoi alumni e professori: il premio Nobel Giulio Natta, il matematico Bruno de Finetti, l'ingegnere Amalia Ercoli-Finzi, l'ingegnere e inventore Enrico Forlanini, lo scrittore Carlo Emilio Gadda e gli architetti Renzo Piano e Aldo Rossi.

## Storia
(Sen. Carlo Matteucci)

Piazza Leonardo da Vinci e il Politecnico di Milano, nella sua terza e ultima sede, negli anni trenta del XX secolo.

Il Politecnico, originariamente denominato "Regio Istituto Tecnico Superiore", fu fondato il 29 novembre 1863 su impulso della Società di incoraggiamento di arti e mestieri. La sua prima sede fu presso il palazzo del Senato, un tempo collegio elvetico della città; alla sua guida fu nominato il matematico Francesco Brioschi. Inizialmente offriva solo un corso di ingegneria. Alla fondazione contribuirono le amministrazioni locali (Comune e Provincia di Milano), la camera di commercio, la Cassa di Risparmio delle Provincie Lombarde, associazioni culturali e imprenditori.
Nel 1865 fu attivato per la prima volta un corso di architettura su impulso di Camillo Boito, mentre nel 1866 la sede fu trasferita a "palazzo della Canonica" in piazza Cavour. Successivamente, nel 1913, venne stipulata una convenzione tra lo Stato, il Comune e la camera di commercio di Milano, con il concorso della Cassa di Risparmio delle Provincie Lombarde, per decentrare e accorpare in un unico luogo gli istituti di istruzione superiore sparsi per la città. La scelta dell'ubicazione cadde sull'area periferica delle "Cascine doppie", divenuta in seguito Città Studi. Nel 1916 assunse la prima donna, Bice Neppi, come docente di chimica tecnologica, dopo che dal 1908 al 1913 aveva insegnato Igiene alla Scuola Agraria femminile di Niguarda, che all'epoca si trovava fuori Milano. Fu al Politecnico che conobbe Gustavo Pincherle Muratori, futuro marito.
Nel 1924 - 1925 è ancora "R.Istituto Tecnico Superiore di Milano. Nel 1927 fu posata la prima pietra del nuovo complesso: il nuovo polo di piazza Leonardo Da Vinci in Città Studi divenne sede dell'ateneo, all'epoca  "R.Scuola di Ingegneria di Milano". Pochi anni dopo, nel 1938, il Politecnico si suddivide in due Facoltà o Scuole: Ingegneria e Architettura.
Durante la Resistenza non pochi studenti persero la vita nella lotta contro il nazifascismo: ad alcuni di loro - come Carlo Cerrini e Mario Flores, medaglie d'oro al valor militare alla memoria - il Politecnico conferì la laurea ad honorem postuma.
Nel 1953 inaugurò il primo centro di calcolo dell'Europa continentale, grazie all'impulso di Gino Cassinis ed Ercole Bottani. Nel 1964 fu realizzata la nuova sede di via Bonardi, distaccamento della la "Facoltà di Architettura". Nel 1977 fu messo in orbita il satellite Sirio, sviluppato dal Politecnico in collaborazione con Telespazio, Compagnia Industriale Aerospaziale e Telettra.
Nel 1989 furono inaugurate le nuove sedi nel quartiere milanese di Bovisa e nelle città di Como e Lecco; prese avvio la strategia "Politecnico a rete" che vide l'Ateneo aprire sedi a Cremona (1991), Mantova (1994) e Piacenza (1997). Nel 2000 nacque la Facoltà o Scuola di Design,  già esistente dal 1993 come appendice della Laurea in Architettura.
Nel 2002 fu creata la "Fondazione Politecnico di Milano". Tra i principali obiettivi vi è il coinvolgimento delle imprese e le strutture pubbliche nell'università. Nel 2004 fu fondata, in collaborazione con il Politecnico di Torino, l'Alta Scuola Politecnica.

## Struttura

### Scuole
L'ateneo è organizzato nelle seguenti Scuole, afferenti agli ambiti disciplinari dei dipartimenti:
- Architettura, Urbanistica e Ingegneria delle Costruzioni (AUIC)/ARCH.ING.
- Design
- Ingegneria Civile, Ambientale e Territoriale (ICAT)
- Ingegneria Industriale e dell'Informazione (3I)

### Dipartimenti
L'ente svolge attività di ricerca ed insegnamento nei campi dell'ingegneria, dell'architettura e del design attraverso i suoi dodici dipartimenti:
- Architettura e studi urbani
- Architettura, ingegneria delle costruzioni e ambiente costruito
- Chimica, materiali e ingegneria chimica
- Design
- Elettronica, informazione e bioingegneria
- Energia
- Fisica
- Ingegneria civile e ambientale
- Ingegneria gestionale
- Matematica
- Meccanica
- Scienze e tecnologie aerospaziali

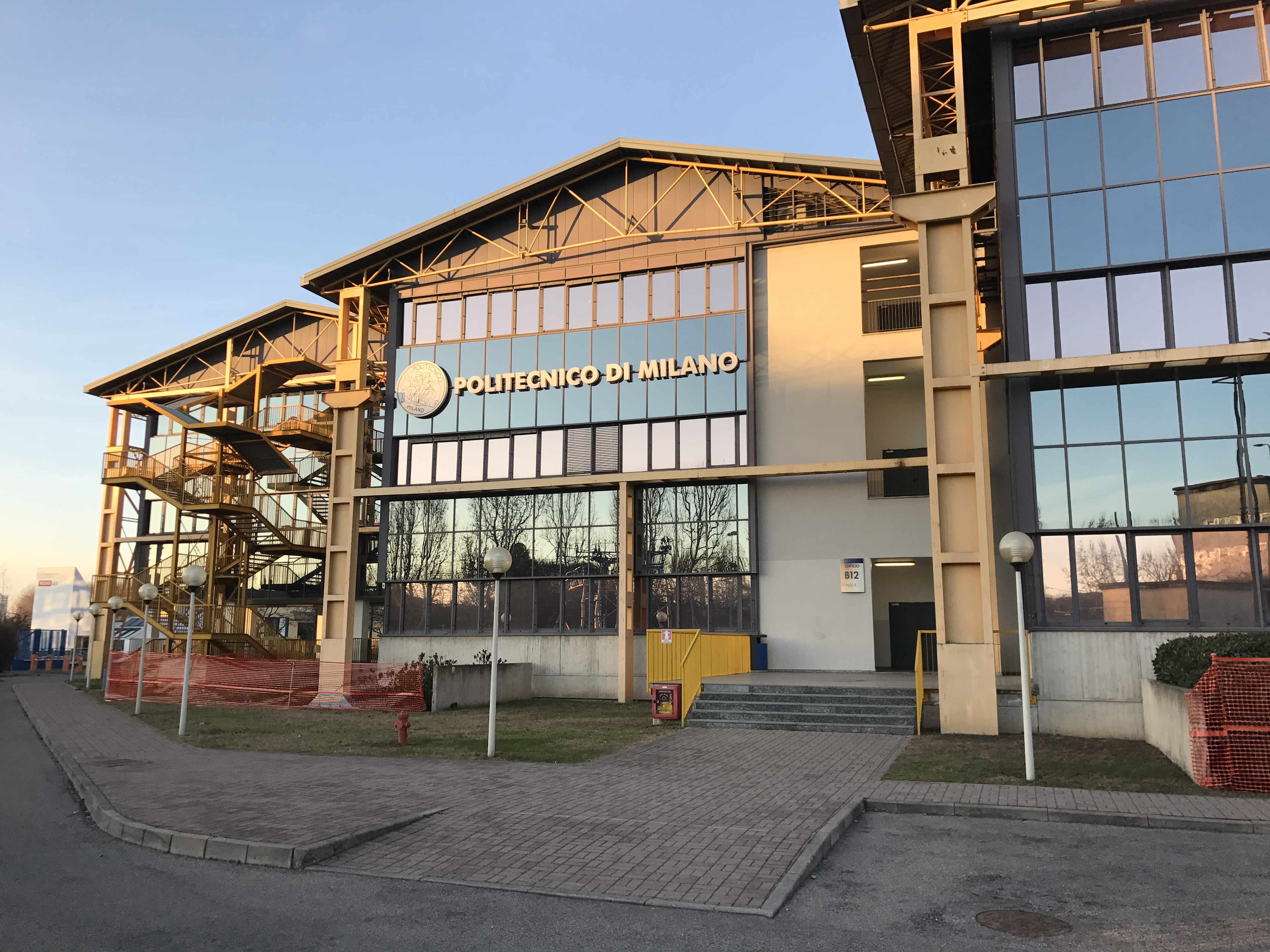
La sede di Milano Bovisa.

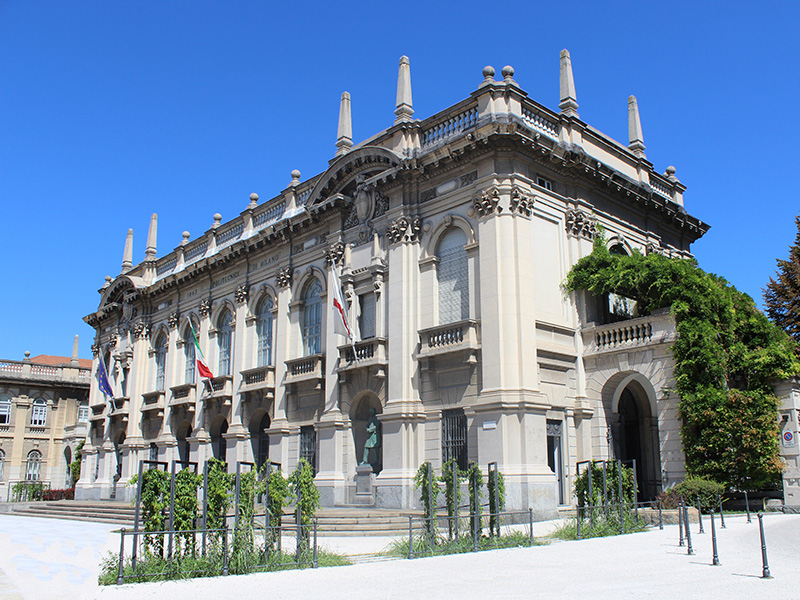
Sede del rettorato in piazza Leonardo da Vinci.

La sede centrale dell'ente si trova a Milano in piazza Leonardo da Vinci, nel quartiere Città Studi, dove si trova il campus Leonardo. La seconda sede per dimensione è anch'essa a Milano presso il campus Bovisa, nell'omonimo quartiere. Dispone inoltre di sedi decentrate a Cremona, Lecco, Mantova e Piacenza. Fino al 2017 è stato attivo anche il polo di Como. L'accesso ai corsi di laurea è subordinato al passaggio di un test d'ingresso.

## Rettori
Elenco cronologico dei rettori:
- Francesco Brioschi (1863-1897)
- Giuseppe Colombo (1897-1921)
- Cesare Saldini (1921-1922)
- Luigi Zunini (1922-1925)
- Gaudenzio Fantoli (1926-1940)
- Carlo Isnardo Azimonti (1940-1943)
- Gino Cassinis (1944-1960)
- Gino Bozza (1960-1967)
- Bruno Finzi (1967-1969)
- Francesco Carassa (1969-1972)
- Luigi Dadda (1972-1984)
- Arrigo Vallatta (1984-1987)
- Emilio Massa (1987-1994)
- Adriano De Maio (1994-2002)
- Giulio Ballio (2002-2010)
- Giovanni Azzone (2010-2016)
- Ferruccio Resta (2017-2022)
- Donatella Sciuto (dal 2023)

## Identità visiva
Il logo del Politecnico di Milano riprende un particolare della Scuola di Atene, affresco vaticano di Raffaello, che ritrae Euclide, con i tratti del Bramante, circondato da alcuni allievi, mentre illustra loro un teorema con l'ausilio di un compasso. In particolare il marchio è un omaggio al cartone preparatorio dell'opera, conservato nella Pinacoteca Ambrosiana.
La versione del 2002 riprende i tratti dei loghi precedenti in modo stilizzato, mentre la scritta "Politecnico di Milano", posizionata sotto, è realizzata con il carattere Futura.
Nel Maggio del 2015, in occasione dei 150 anni della fondazione dell'università, è stata effettuata una rivisitazione del logo e dell'immagine coordinata.

### La nuova Brand Identity (2024-)
Nel Luglio del 2024 viene rilasciata la versione 3.0 delle Brand Guidelines, che include una ulteriore rivisitazione del marchio con una ricalibrazione della dicitura "Politecnico Milano 1863" e una ghiera ottimizzata, attorno al dettaglio della Scuola di Atene, che riprende la nuova brand identity. La ghiera semplificata viene ripresa in una seconda versione del marchio, indicata col nome "Polimi", che prevede soltanto l'omonima scritta e la ghiera, da utilizzare solo in contesti informali come social network e merchandising. 
Il lavoro di brand identity definisce inoltre la palette cromatica primaria, con il      Blue Heritage (#102C53 - Pantone 539 C) che affianca il bianco e il nero, ed una palette secondaria che assegna un colore a ciascuna delle aree disciplinari in cui opera il Politecnico:
- Architettura:      Matte Red (#FF8C8C - Pantone P57-4 C)
- Design:      Acid Green (#AEDD00 - Pantone P160-8 C)
- Ingegneria:      Bright Blue (#4DC9FF - Pantone P115-6 C)
  - Scuola di Ingegneria Civile, Ambientale e Territoriale:      Alpha Blue (#2CB7FF - Pantone P112-6 C)
  - Scuola di Ingegneria Industriale e dell'Informazione:      Beta Blue (#0BA4FF - Pantone P109-7 C)

Una palette cromatica terziaria definisce ulteriori colori per ciascuno dei dipartimenti. Tutte le tonalità di questa palette sono derivate dal blu con diverse dominanti per ricondurre al colore primario istituzionale.
I nuovi font principale e secondario sono il Manrope e il Frank Ruhl Libre. I font fallback sono Arial e Georgia.